# Osornolobus
Genre
Osornolobus est un genre d'araignées aranéomorphes de la famille des Orsolobidae.

## Distribution
Les espèces de ce genre se rencontrent au Chili et aux îles Malouines.

## Liste des espèces
Selon World Spider Catalog (version 26, 04/04/2025) :
- Osornolobus anticura Forster & Platnick, 1985
- Osornolobus antillanca Forster & Platnick, 1985
- Osornolobus canan Forster & Platnick, 1985
- Osornolobus cautin Forster & Platnick, 1985
- Osornolobus cekalovici Forster & Platnick, 1985
- Osornolobus chaiten Forster & Platnick, 1985
- Osornolobus chapo Forster & Platnick, 1985
- Osornolobus chiloe Forster & Platnick, 1985
- Osornolobus concepcion Forster & Platnick, 1985
- Osornolobus correntoso Forster & Platnick, 1985
- Osornolobus magallanes Forster & Platnick, 1985
- Osornolobus malalcahuello Forster & Platnick, 1985
- Osornolobus nahuelbuta Forster & Platnick, 1985
- Osornolobus newtoni Forster & Platnick, 1985
- Osornolobus otariorum Lavery & Snazell, 2025
- Osornolobus penai Forster & Platnick, 1985
- Osornolobus thayerae Forster & Platnick, 1985
- Osornolobus trancas Forster & Platnick, 1985
- Osornolobus violetaparra Grismado & Pizarro-Araya, 2023

## Systématique et taxinomie
Ce genre a été décrit par Forster et Platnick en 1985 dans les Orsolobidae.

## Publication originale
- Forster & Platnick, 1985 : « A review of the austral spider family Orsolobidae (Arachnida, Araneae), with notes on the superfamily Dysderoidea. » Bulletin of the American Museum of Natural History, no 181, p. 1-229 (texte intégral).